# Église Santa Maria della Purità e Sant'Anna

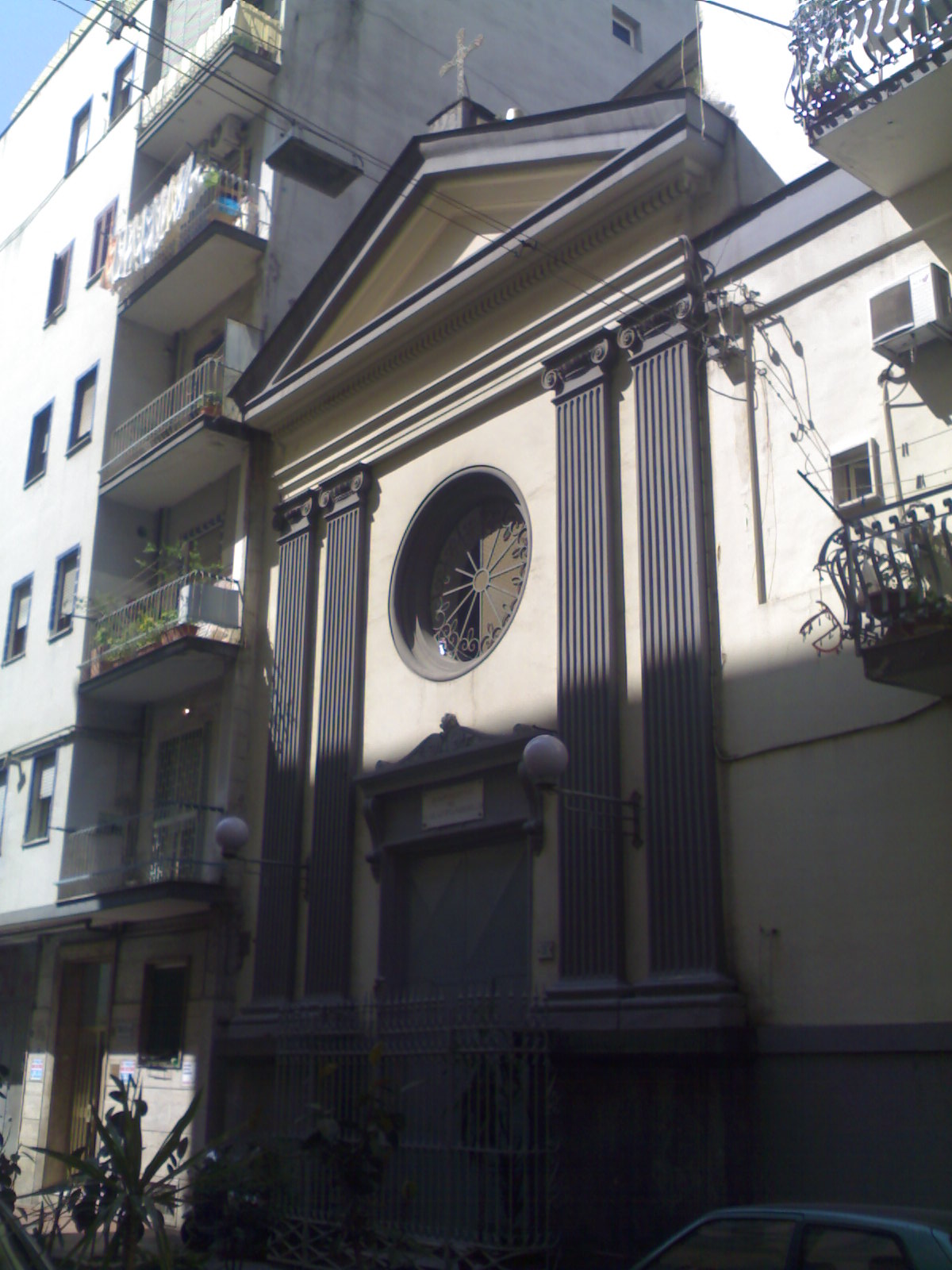
Façade de l'église.

L'église Santa Maria della Purità e Sant'Anna est une église du centre historique de Naples, près de la piazza Carlo III.

## Histoire et description
La date de la fondation de l'église est incertaine au tournant du XVIIIe siècle et du XIXe siècle, mais elle a été restaurée sûrement en 1846.
L'église présente une façade néo-classique avec une grande rosace ronde au-dessus du portail. Elle est délimitée sur les côtés par deux paires de lésènes, soutenant la corniche supportant un fronton à la grecque.
L'intérieur possède des tableaux du XVIIe siècle.

## Source de la traduction
- (it) Cet article est partiellement ou en totalité issu de l’article de Wikipédia en italien intitulé « Chiesa di Santa Maria della Purità e Sant'Anna » (voir la liste des auteurs).